# Églises de Bourbon-Lancy
Avant la  Révolution de 1789, Bourbon-Lancy comptait 15  édifices religieux, 3 paroisses (Saint-Léger,  Saint-Nazaire  et  Saint-Martin), 4 communautés religieuses : deux d’hommes à la collégiale Notre-Dame et au couvent des Capucins et deux de femmes, les Visitandines et les Ursulines.
Au moment de la Grande Terreur, les ordres quittèrent la ville, tout fut pillé et brûlé.
Il y avait également deux hôpitaux :
- L’hôpital Saint-Jean (fondé en 1127), démoli en 1910,
- L’hôpital des Eaux Minérales (fondé en 1697), hôpital pour les pauvres, démoli et remplacé en 1852 par l’hôpital d’Aligre, du nom de son fondateur, le marquis d’Aligre.

Aujourd'hui restent les monuments suivants :

## Église du Sacré-Cœur
De style néo-ogival, elle fut construite en 1881 et consacrée par le Cardinal Perraud le 20 octobre 1896.
Elle se trouve sur l’emplacement de la chapelle et du couvent des Ursulines, qui, pendant la révolution, fut transformée en « salles de réunions populaires », puis fut démolie. Il n’en reste que la croix du clocher qui fut placée sur la route de Chalmoux ainsi que l’autel de pierre blanche donné à l’église des Ursulines par Louis et Pauline Pinot en 1857, qui se trouve dans l’église actuelle.
Le devant de cet autel se présente comme un triptyque ouvert, dont les charnières sont les hautes colonnes à chapiteau corinthien.
- Au sommet de l’autel, court le rempart d’une ville avec ses tours et ses créneaux, représentation de la Jérusalem céleste, séjour du Christ et des saints.
- Le panneau central, Vierge couronnée à l’Enfant, rappelle la dévotion des Ursulines à Marie.
- À sa droite, saint Jean l’Évangéliste, patron de l’hôpital et de la ville haute.
- À sa gauche saint Joseph tenant le bâton fleuri, signe de son élection à être l’époux de Marie.

Les deux statues voisines sont St Louis couronné et saint Paul, des noms des donateurs.
Sur les deux petits panneaux sont représentés saint Celte qui tient la palme du martyr et saint Nazaire, qui l'accompagna dans son martyre.
Deux anges encadrent le triptyque : l’ange de la messe et peut-être l’ange gardien de sainte Angèle Mérici, fondatrice des Ursulines.
- Le tableau qui se trouve à droite au-dessus des fonts baptismaux est de Puvis de Chavannes, parent de Madame Pinot et offert par celle-ci au couvent des Ursulines.
- Sur la gauche, le Christ au tombeau est une œuvre de Merlette, 1889.

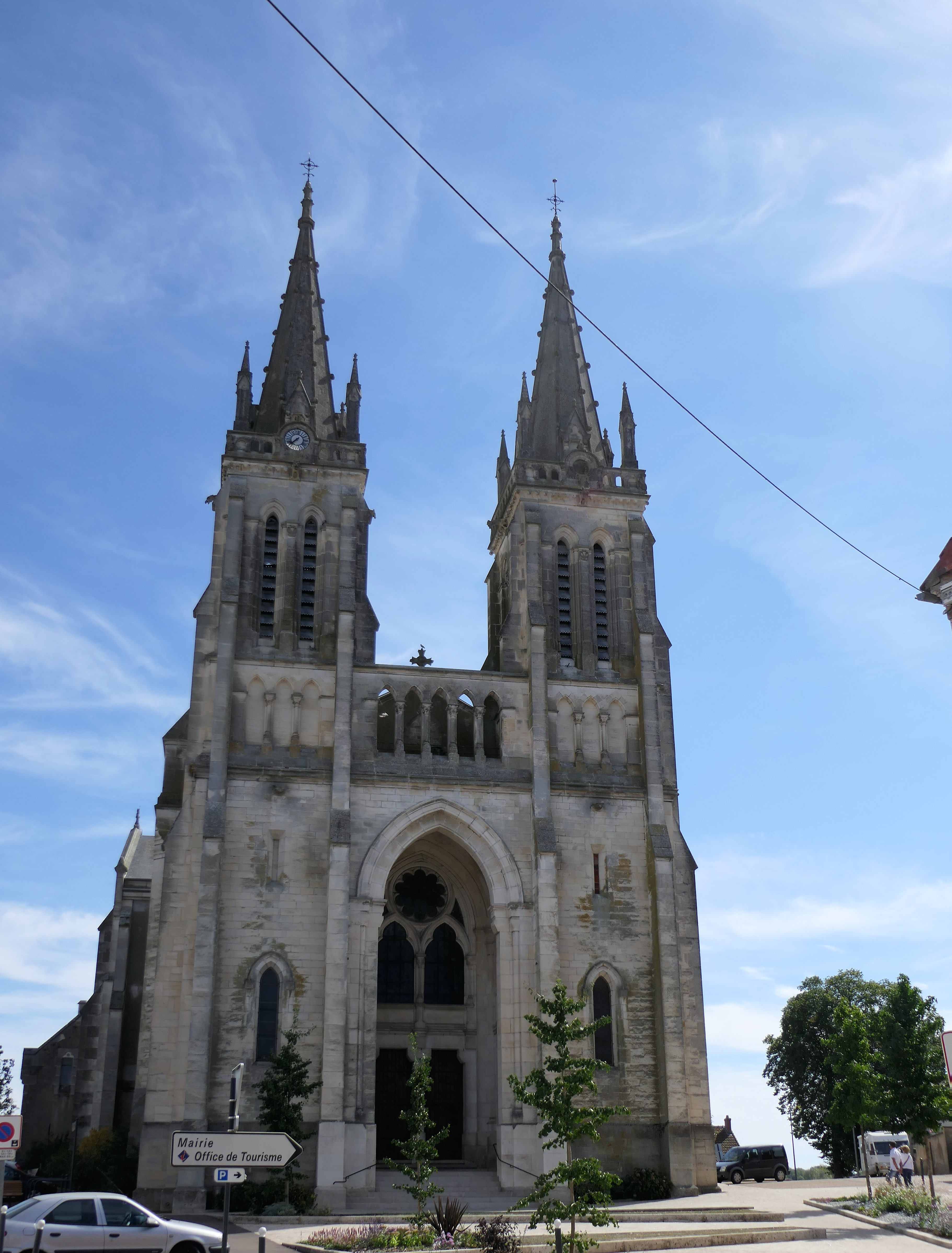
Façade de l'église du Sacré-Cœur
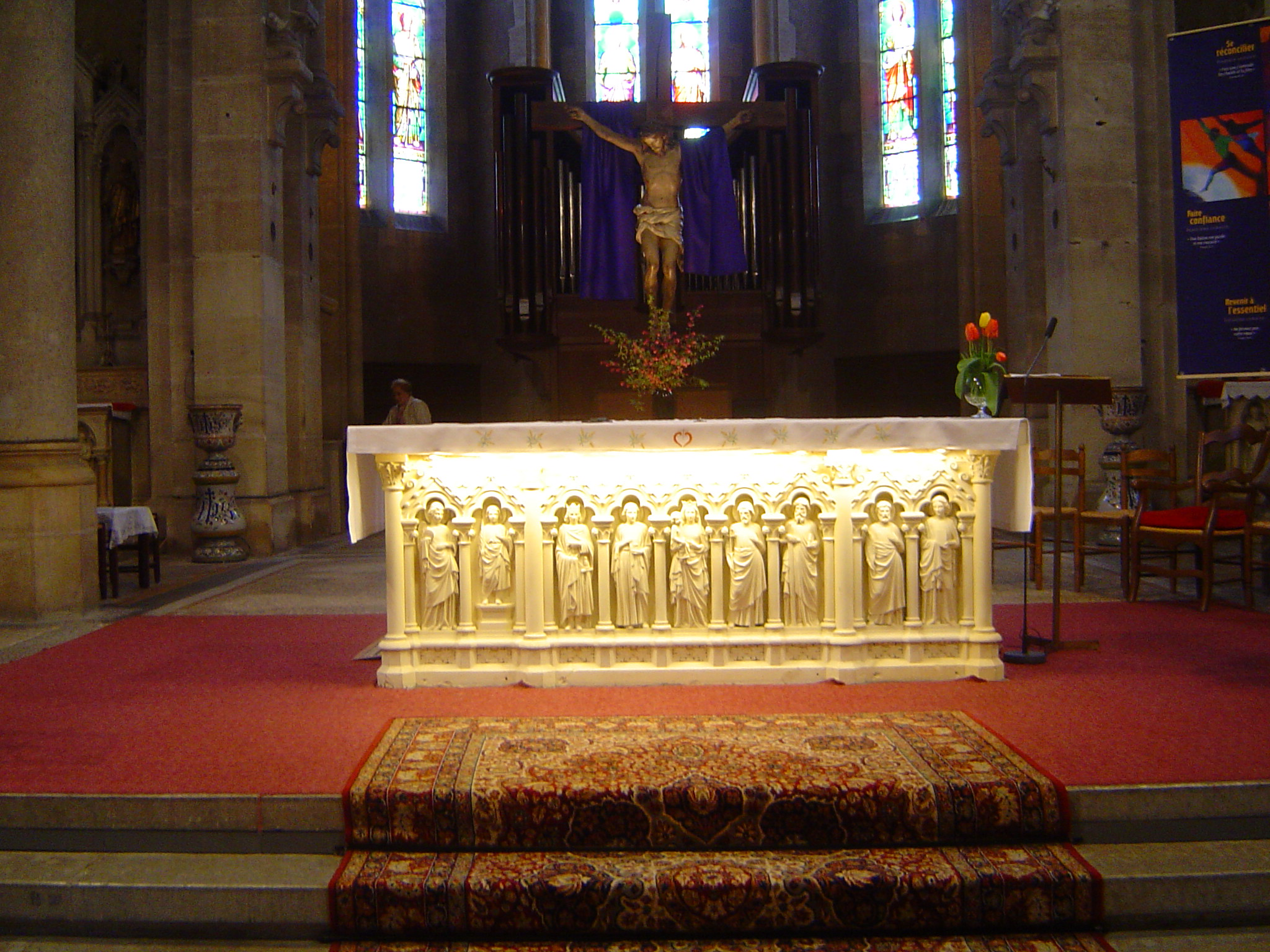
L'autel
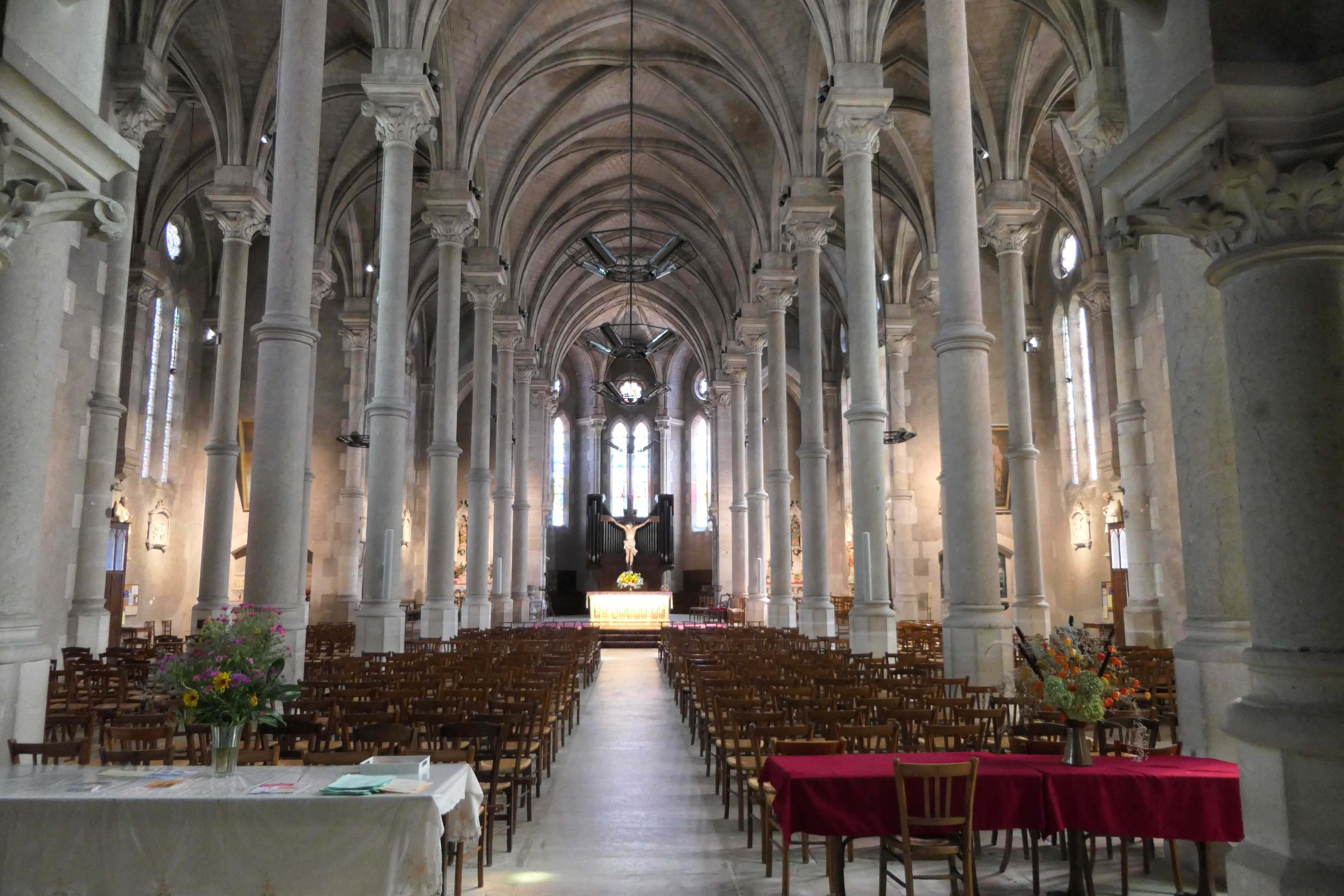
La nef de l'église du Sacré-Cœur
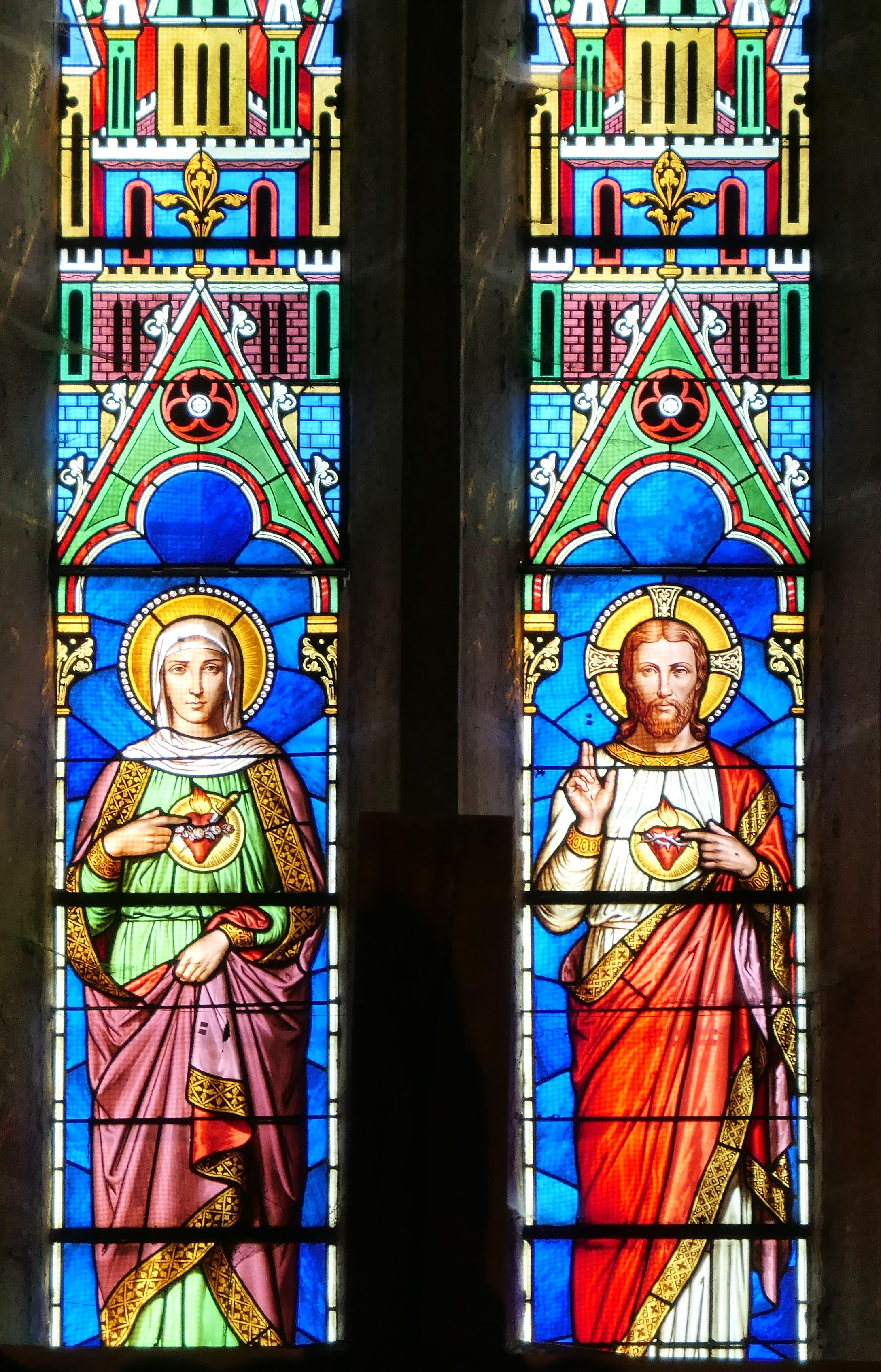
Vitrail du chœur : Jésus et Marie montrant leur cœur.
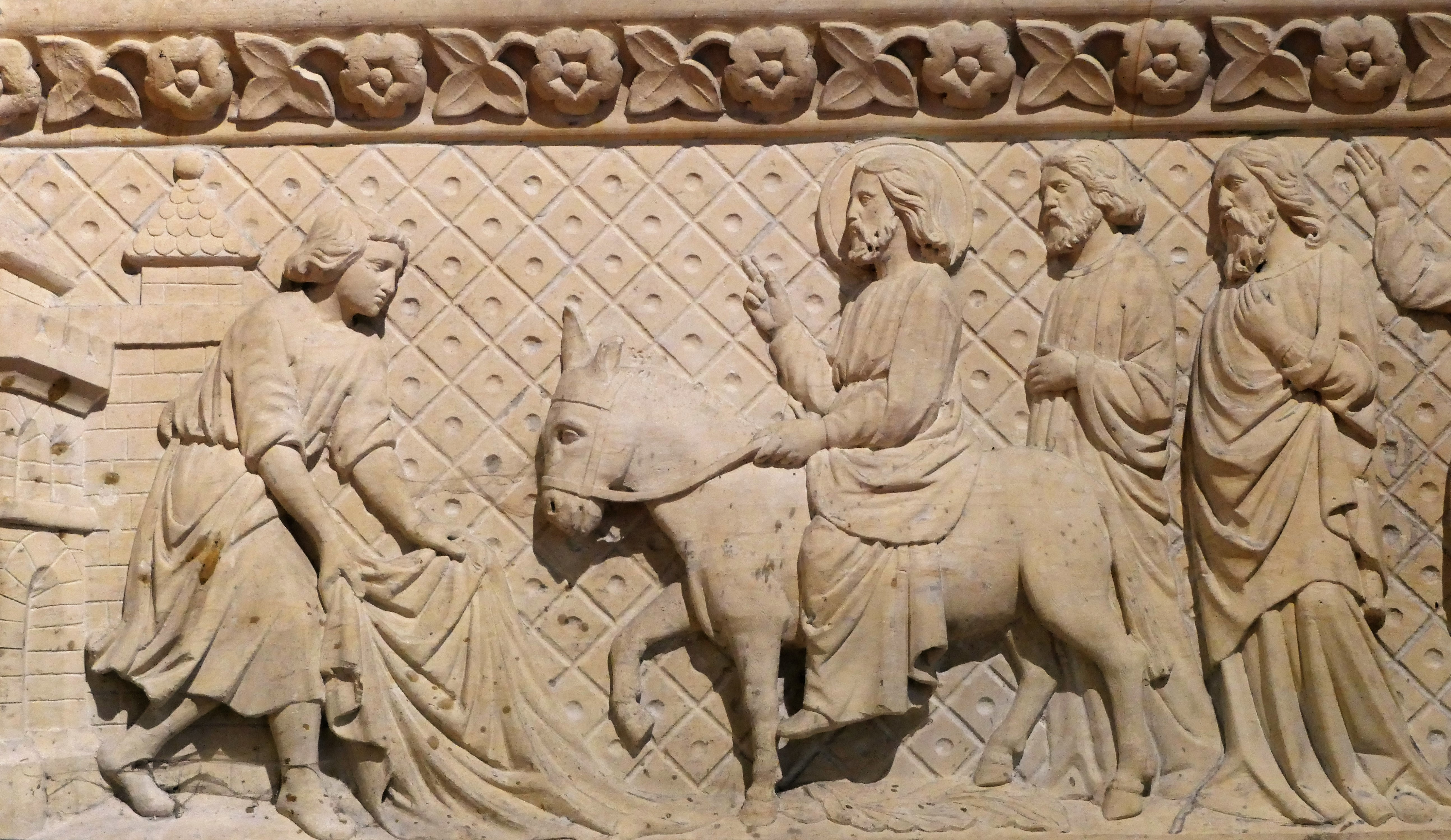
Bas-relief église su Sacré-Cœur
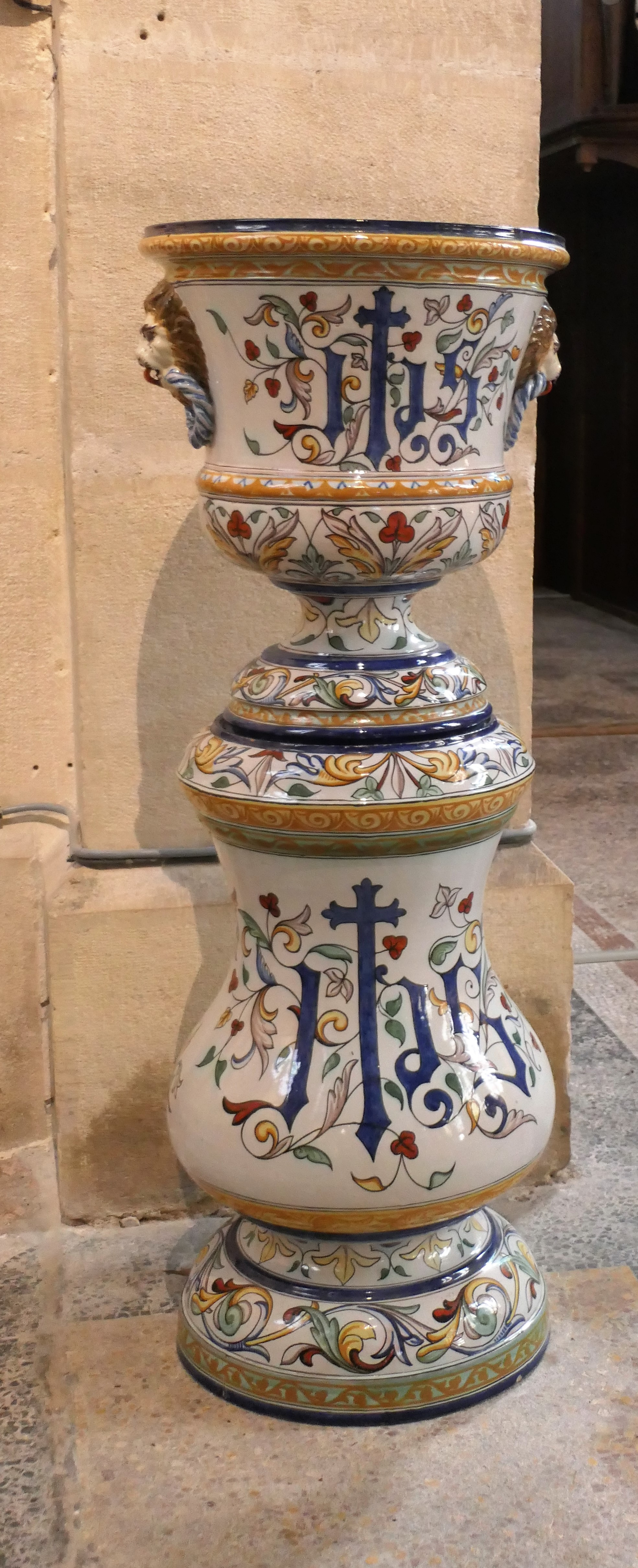
Céramique, église du Sacré-Cœur

## Saint-Nazaire
Cette église romane, classée Monument historique en 1893, est le plus vieux bâtiment religieux du village. Elle date du XIe siècle.
Actuellement musée, elle conserve des témoignages du passé :
- Un sarcophage mérovingien trouvé à Saint-Martin,
- Deux bénitiers en pierre des XIIe et XIIIe siècles
- Une stèle funéraire en marbre veiné de gris de l’époque gallo-romaine du peintre grec Diogène Albinus, venu travailler à l’embellissement des thermes.

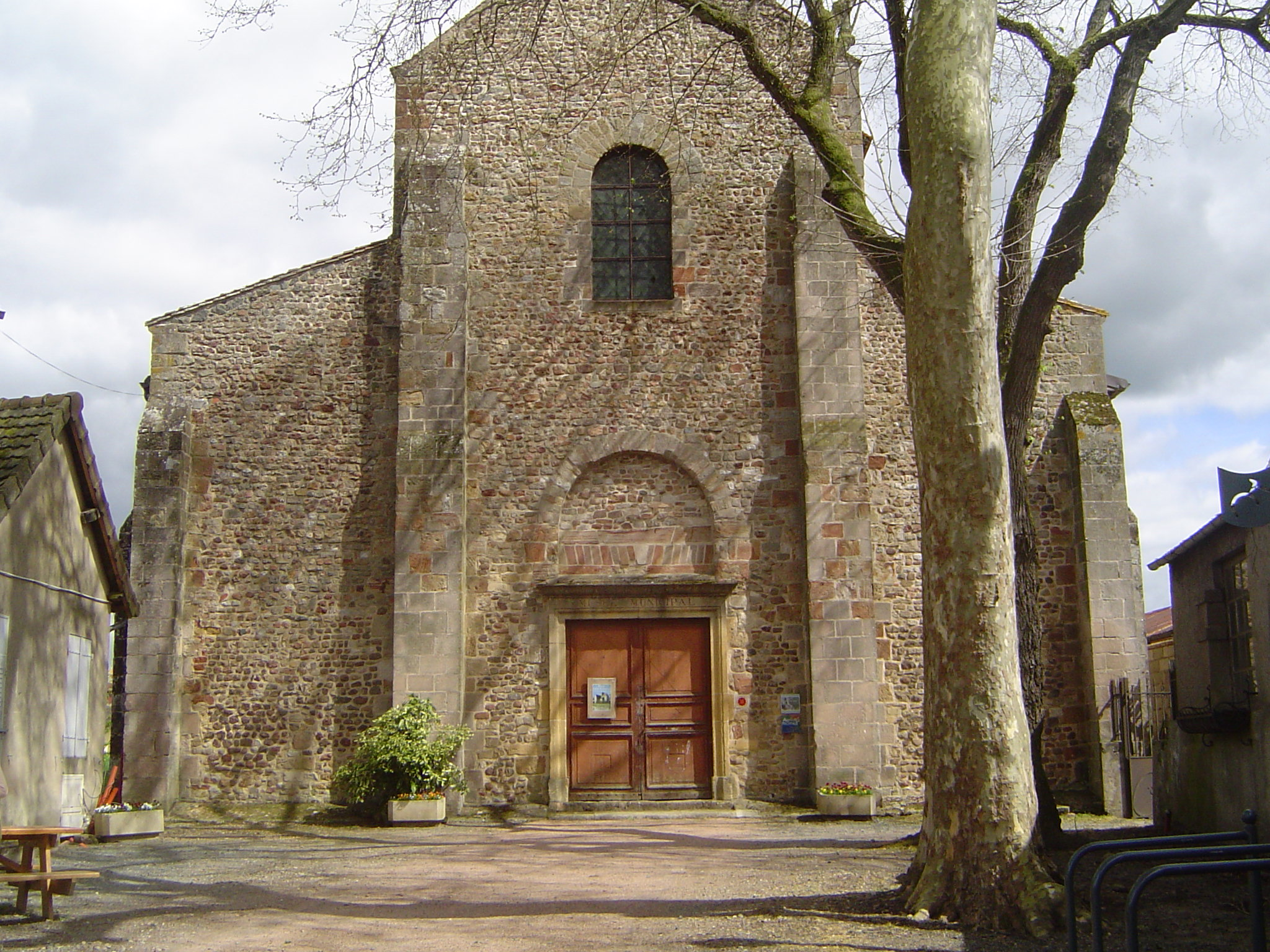
Façade
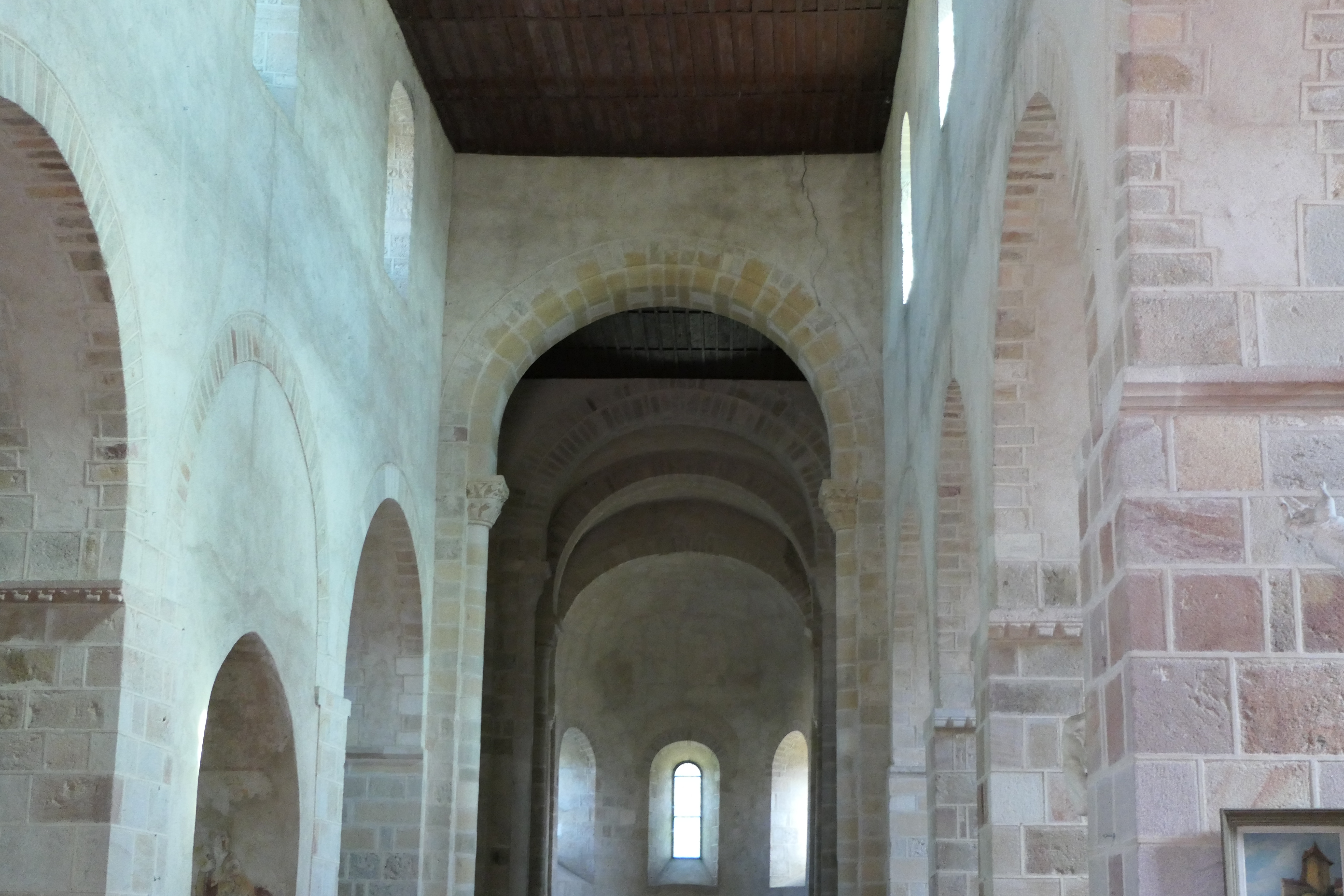
Nef
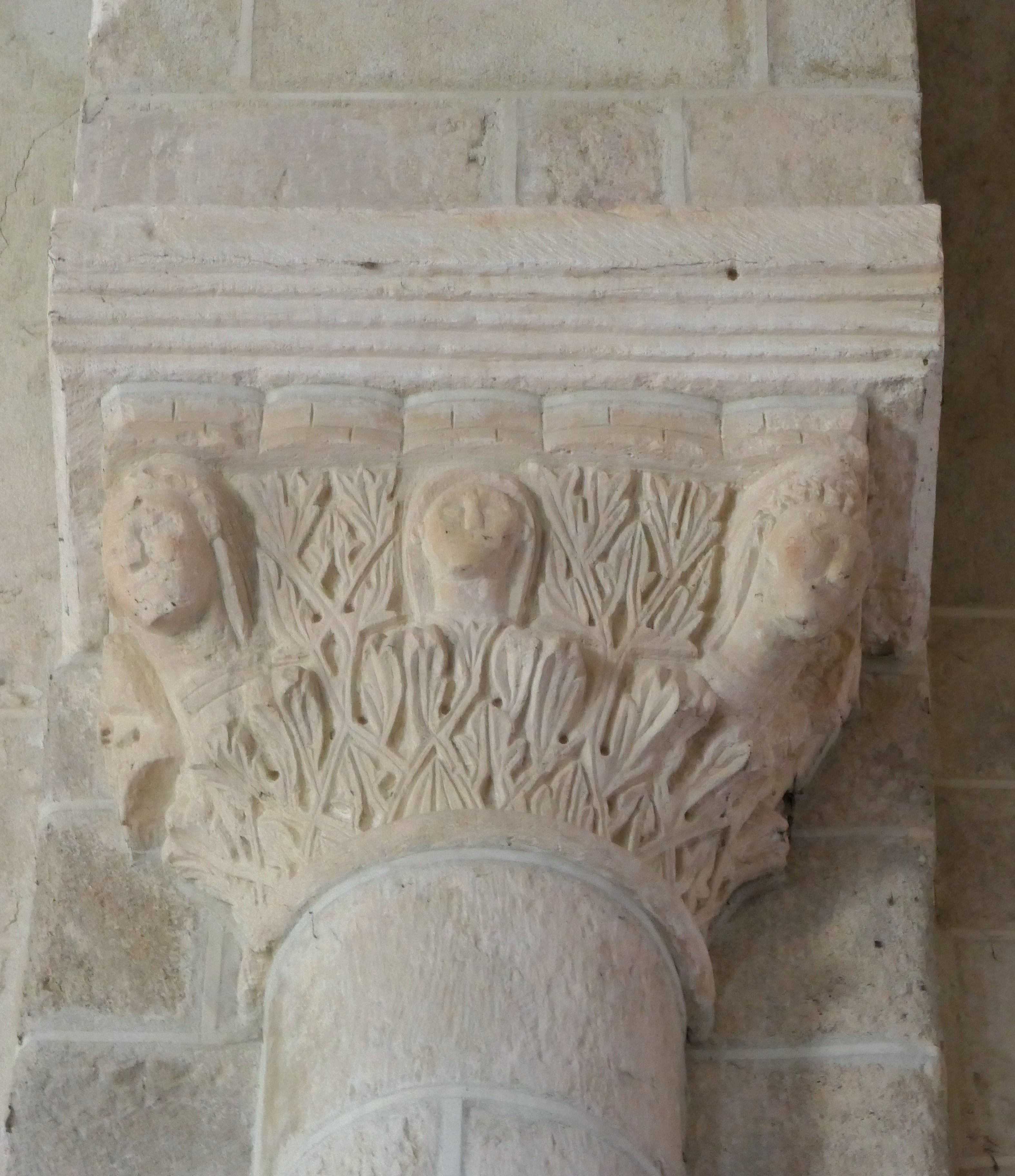
Chapiteau
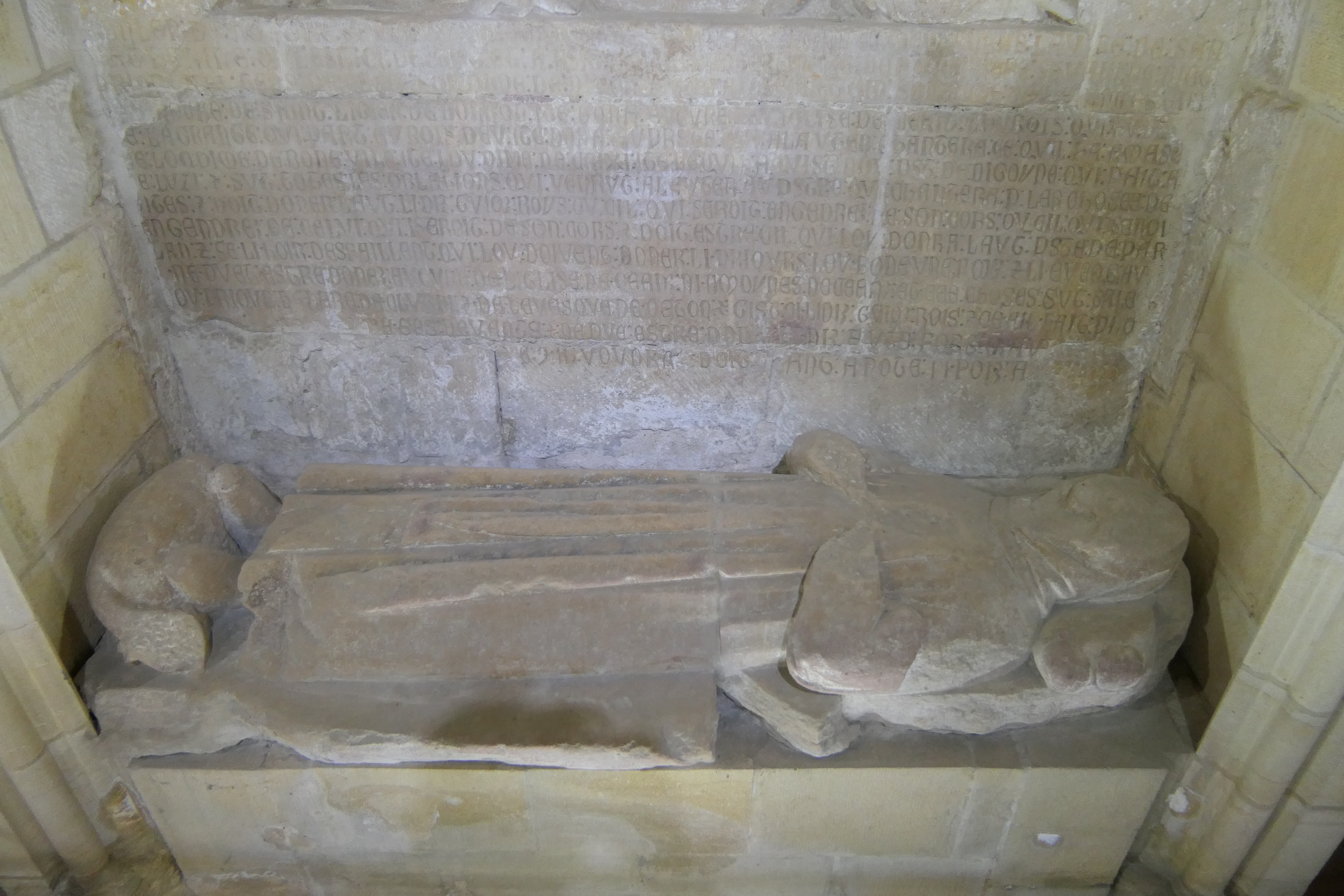
Tombeau (et enfeu)

## Chapelle de Saint-Denis
La construction :

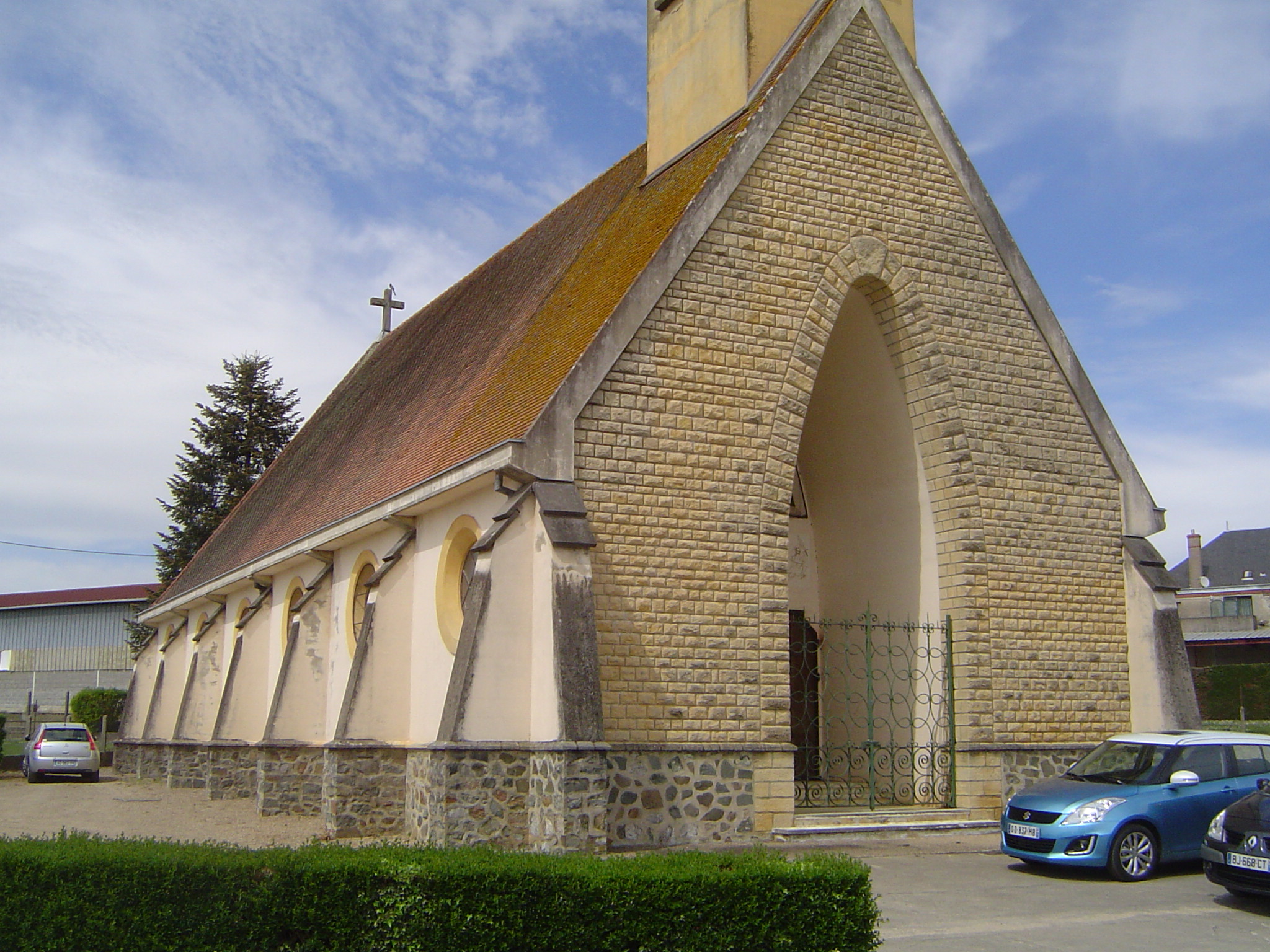
Chapelle Saint-Denis

Les travaux débutèrent en 1950 après une très longue concertation autour d’une maquette en bois de M. Verdier, directeur de l’usine Puzenat, les habitants de Saint-Denis, le personnel de l’usine, le curé de Bourbon-Lancy et la famille Puzenat.

La construction eut lieu sur un terrain appartenant à la famille Montagne/ Maupas échangé avec un autre appartenant à la famille Puzenat et fut terminée en 1957.
Aménagement :
Ce sanctuaire donne une remarquable impression de fraîcheur et de beauté par la sobriété et l’harmonie de ses lignes.
Les chandeliers du maître autel furent tournés par les élèves de l’école d’apprentissage. Les lustres de la nef furent « bricolés » avec des plafonniers désaffectés du bureau des méthodes au moment de leur remplacement par des tubes néons. L’escalier qui conduit aux cloches est très soigné ; les vitraux circulaires représentent la vie de Marie et de Jésus.
Les cloches :
La première se nomme Madeleine-Claudien, offerte par la famille Puzenat en souvenir de Claudien ; elle porte l’inscription : « Je pleure les morts et j’invite les vivants à s’aimer les uns les autres. »
La deuxième, Marie-Bernard a été offerte par l’abbaye de Sept-Fons ; elle porte l’inscription : « Qu’elle chante ou qu’elle pleure, ma voix toujours prie. » 
Le baptême des deux cloches fut célébré en février 1958 par le Père François Régis supérieur de l’Abbaye de Sept-Fons en présence de nombreuses personnalités locales dont le maire de Bourbon-Lancy, M. Jordery.

Lors de cette cérémonie, un hommage particulier fut rendu aux bâtisseurs et aux jeunes apprentis qui avaient participé à la décoration.
L’inauguration :
Elle  eut lieu le 2 mars 1958, sous la présidence de Monseigneur Lebrun, évêque d’Autun et en présence d’une foule considérable.

## Chapelle de l'hôpital d'Aligre

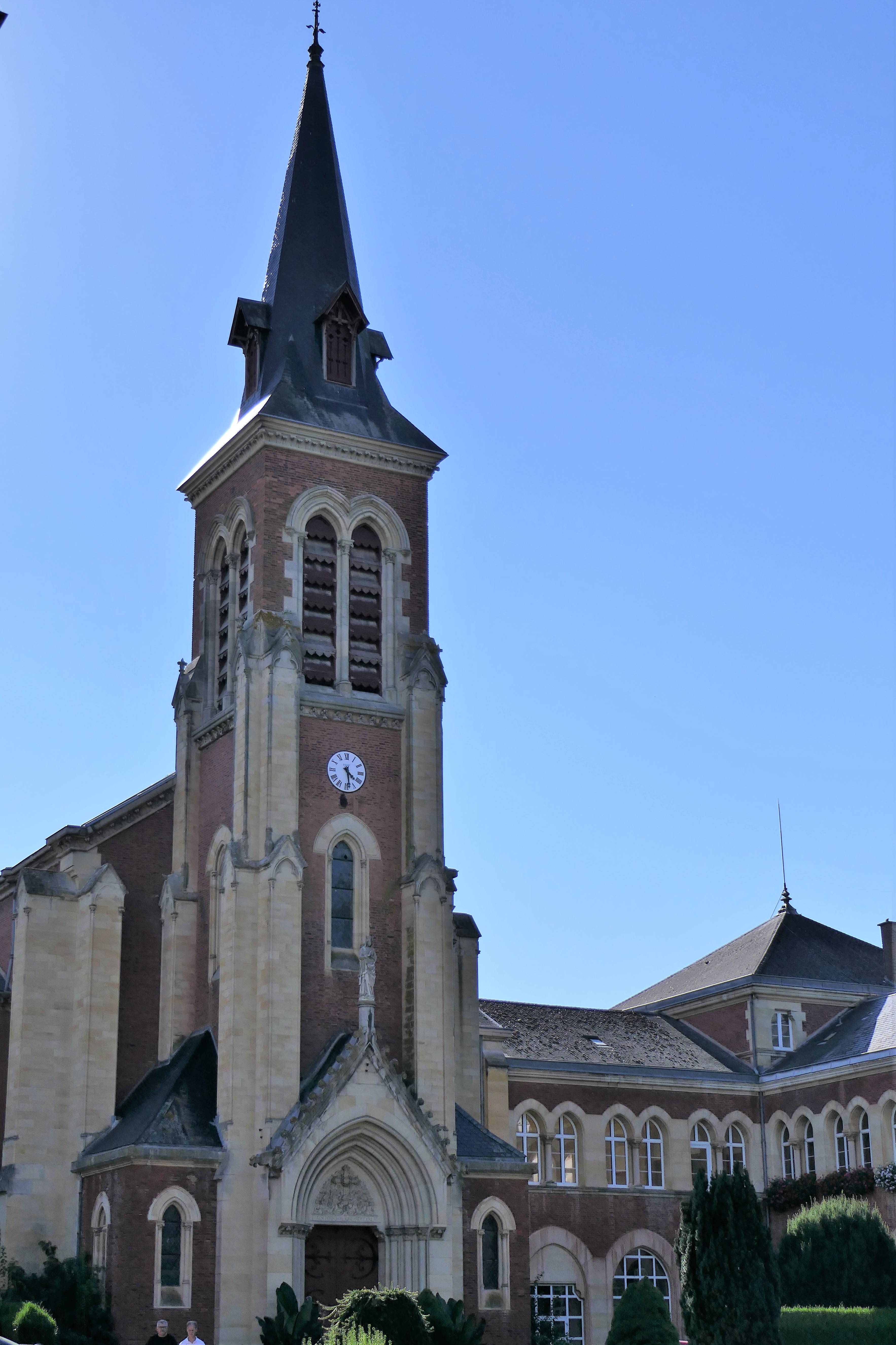
Chapelle de l'hôpital d'Aligre

C'est par la volonté du marquis Étienne-Jean-François-Charles d’Aligre (1770-1847), pair de France sous la Restauration, qu'est construit l'hôpital, dont sa chapelle. La construction n'a lieu qu'après la mort du marquis. Trois architectes se succèdent : le premier est J.B. Lambert, architecte du Jura, remplacé par Léon Ohnet, d’origine parisienne, qui réduit le projet de son prédécesseur. Un conflit survenu entre l’architecte, l’entrepreneur et les administrateurs amène l’intervention d’un troisième maître-d’œuvre, P. Desjardins, architecte de la Ville de Lyon, qui achève les travaux.

## Autres vestiges
- Le couvent des Ursulines n’a laissé qu’une croix et un autel.
- Dans la cour intérieure du Grand Hôtel, on peut encore voir le cloître où se promenaient les Visitandines.
- De l’hôpital Saint-Jean, il reste quelques vestiges, non visibles, dans une habitation de la place de la République.
- Le jardin clos du vieux Bourbon a été tracé entre les murs de la collégiale Notre-Dame, disparue en 1783 ;
- Derrière la Maison de la Presse, place de la République, on peut voir un bâtiment allongé qui est le reste du couvent des Capucins.